# Norwegian Escape
Norwegian Escape es un crucero de Norwegian Cruise Line, en servicio desde octubre de 2015. Fue construido por Meyer Werft en Papenburgo, Alemania.

## Historia
Norwegian Escape es un crucero de clase Breakaway Plus, que también incluye el Norwegian Joy y Norwegian Bliss . La clase Breakaway Plus está siendo construida por Meyer Werft en Papenburg , Alemania, para Norwegian Cruise Line . El buque entró en servicio en octubre de 2015, donde completó una serie de viajes cortos previos desde Hamburgo, Alemania y Southampton, Reino Unido. El barco de 164.600 GT partió de Southampton el 29 de octubre de 2015 en su travesía transatlántica a Miami, donde el barco se basará todo el año ofreciendo cruceros por el Caribe de siete noches.
El nombre del barco fue seleccionado en un concurso en USA Today . En 2014, Guy Harvey fue elegido para pintar el diseño del casco.
El Norwegian Escape está alojado en Port Miami, navegando siete días por el Caribe Oriental hasta Tórtola, Islas Vírgenes Británicas ; St. Thomas, Islas Vírgenes de los Estados Unidos ; y Nassau, Bahamas . Norwegian Getaway se trasladará a la zona occidental del Caribe. 
La primera sección se lanzó el 5 de diciembre de 2014. Se lanzó una segunda sección el 21 de febrero de 2015. Norwegian Escape salió del edificio de Meyer Werft el 15 de agosto de 2015, y las pruebas comenzarán el 16 de septiembre. Este fue entregado oficialmente a Norwegian Cruise Lines el 22 de octubre.
La tarde del lunes 14 de marzo del año 2022 se encalló el crucero en la República Dominicana con cientos de turistas a bordo, mientras despegaba del puerto Taino Bay de la provincia de Puerto Plata.
El barco pretendía salir de la Bahía de Puerto Plata cuando quedó inmovilizado. El Norwegian Escape encalló cuando salía con destino a Saint Thomas alrededor de las 5:10 de la tarde y permaneció en la salida de la bahía hasta pasadas las 12 de la madrugada, cuando mejoró la marea y se pudieron realizar las maniobras de salida, luego fue regresado al puerto para las evaluaciones correspondientes.